# لويس نويل
لويس نويل (بالفرنسية: Louis Noël)‏ هو نحات فرنسي، ولد في 1 أبريل 1839 في رومينهيم في فرنسا، وتوفي في 1925 في باريس في فرنسا.